# Ramdohrscher Park

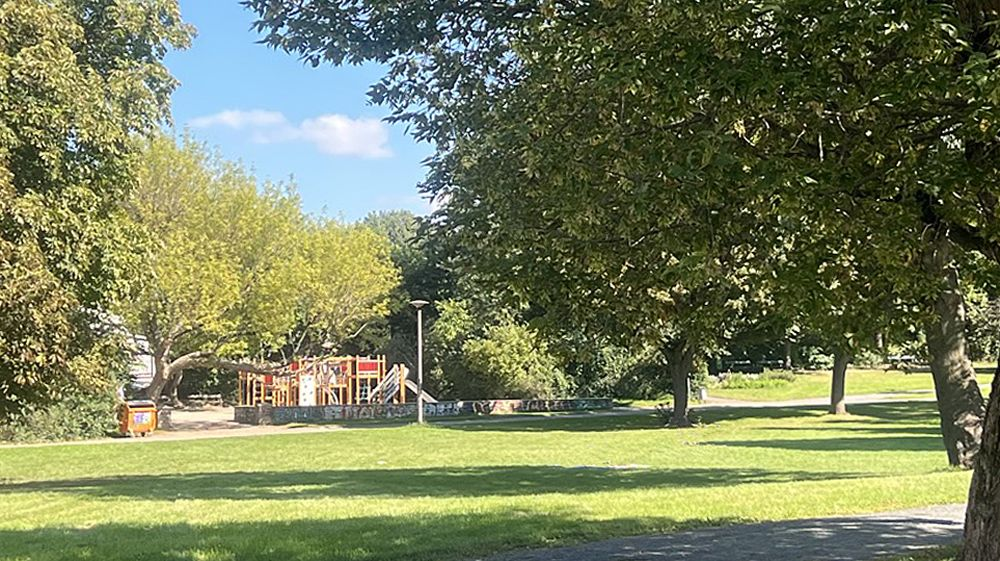
Ramdohrscher Park mit dem Spielplatz (2024)

Der Ramdohrsche Park (auch Ramdohrpark) ist eine kleine Parkanlage im Leipziger Ortsteil Anger-Crottendorf. Er ist benannt nach dem Orthopäden Hermann August Ramdohr, einem Vorbesitzer des Geländes, der seine Bebauung verhinderte.

## Lage und Gestalt
Der Ramdohrsche Park liegt an der Breiten Straße, die sich hier in weitem Bogen von der Ost-West- in die Nord-Süd-Richtung wendet und den Park im Westen begrenzt. Im Nordwesten verläuft die Bernhardstraße, im Nordosten die Grüne Gasse. Von allen drei Straßen gibt es Zugänge zum Park. Ost- und Südgrenze sind bebaut, darunter im Osten die 74. Grundschule.

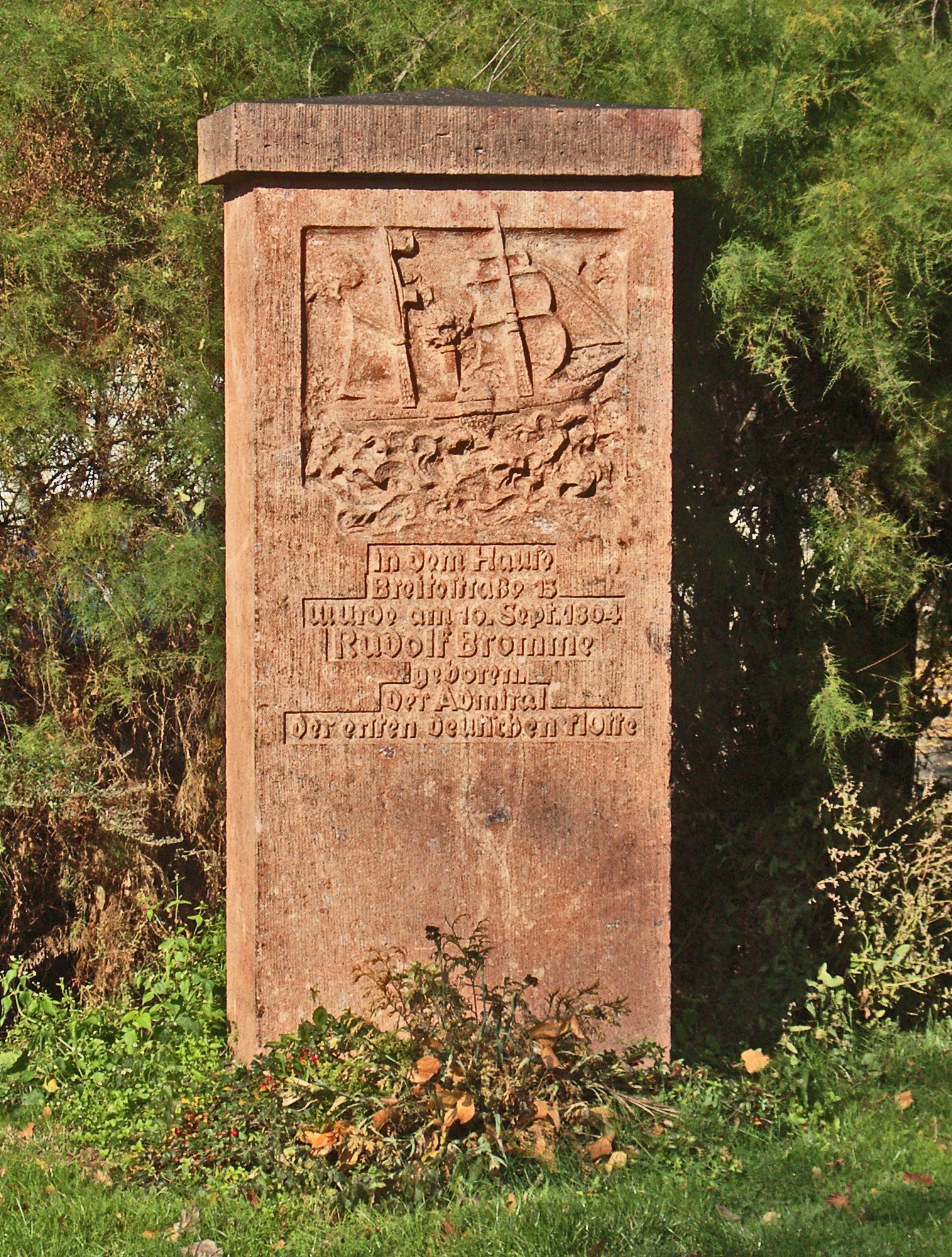
Bromme-Gedenkstein (2009)

Der Park nimmt eine Fläche von etwa zwei Hektar ein. Sein Gelände ist leicht wellig. Die geschwungenen Wege haben einen unregelmäßigen Verlauf. Der alte Baumbestand weist unter anderem verschiedene Ahornarten, Sommerlinden, Stieleichen und Platanen auf, von denen letztere einen Stammdurchmesser von über einem Meter besitzen. Einem Sitzplatz mit unregelmäßig geformtem Natursteinplattenbelag sind Schmuckpflanzungen vorgelagert.
Auf einem separaten kleinen Wiesenstück an der Westseite steht vor Tamariskenbüschen der 1939 errichtete Gedenkstein für Karl Rudolf Bromme, den ersten Befehlshaber der deutschen Reichsflotte, dessen Geburtshaus auf dem heutigen Parkgelände stand.
An der Nordseite des Parks, nahe der Grünen Gasse, befindet sich ein Kinderspielplatz mit Wippe, Kletterkombination, Schaukel, Rutsche und einer     Tischtennisplatte sowie Sitzbänken.

## Geschichte

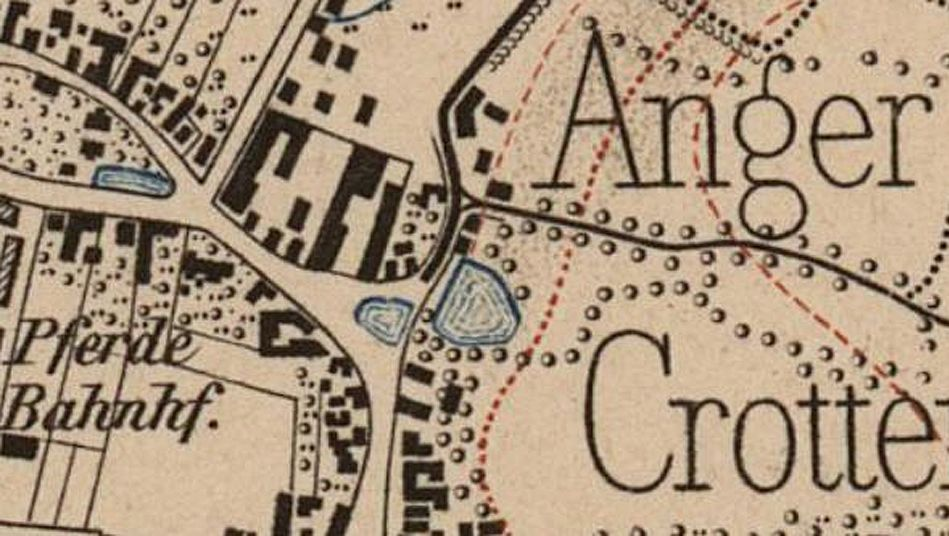
Bereich des Parks 1879 mit den beiden Teichen

Östlich der Hauptstraße des Dorfes Anger, der heutigen Breiten Straße, also dem jetzigen Parkgelände, befanden sich von alters her zwei Teiche. 
1876 erwarb der Leipziger Buchhändler und Stadtverordnete Franz Reinhard Wagner einen südlich der Teiche gelegenen Bauernhof und baute ihn sowie den angrenzenden Garten zu seinem Sommersitz aus. Im Zusammenhang mit Straßenbauarbeiten wurde 1897 der vordere der Teiche zugeschüttet.
Nach Wagners Tod 1900 gab es Bestrebungen, das Gelände zu bebauen. Unter Inkaufnahme finanzieller Nachteile widersetzten sich Wagners Erben, unter ihnen Hermann August Ramdohr. So blieb das Anwesen inklusive des Teiches eingezäunt bis 1958 erhalten und nicht öffentlich zugänglich. Bei der Gestaltung des öffentlichen Parks in diesem Jahr verschwand auch der Teich und ist nur noch als leichte Mulde erkennbar.